# 172 (szám)
A 172 (százhetvenkettő) a 171 és 173 között található természetes szám.
Az első huszonhárom természetes szám Euler-függvény értékének összege 172:
{\displaystyle \sum _{i=1}^{23}\varphi (i)=172}